# Pork pie (copricapo)

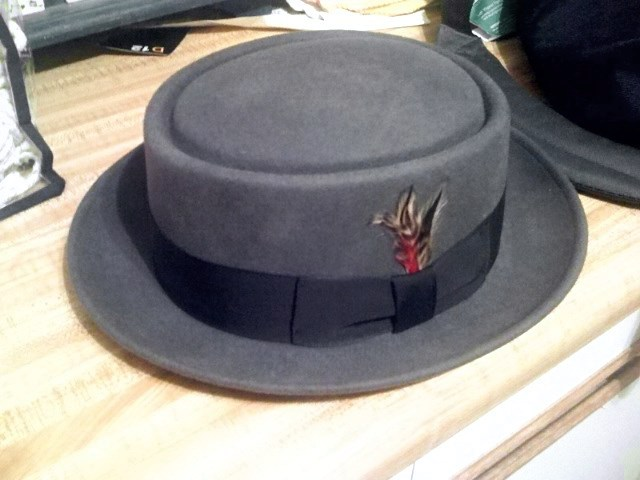
Un pork pie grigio

Il pork pie è un cappello dalla cupola bassa, piatta, perfettamente tonda, e dalla tesa flessibile simile al borsalino. Il nome del pork pie riprende quello dell'omonimo tortino di carne, con cui condividerebbe una vaga somiglianza.

## Storia

### Anni 1830-1865
I primi pork pie hat venivano indossati dalle donne britanniche e americane fra gli anni 1830 e la metà degli anni 1860 e consistevano in piccoli cappelli rotondi con un orlo sottile, una corona bassa e piatta o leggermente a cupola. Solitamente, questo tipo di copricapo presentava un nastro o elastico che, partendo dall'orlo, si collegava alla spalla, ed era decorato da una piuma e un cordoncino. Tali cappelli potevano essere in vari materiali fra cui paglia, feltro, cotone e seta. Il loro nome era dovuto alla piega della cupola e la ristrettezza del bordo che li rendeva vagamente simili a delle pork pie. A volte, questi cappelli erano anche soprannominati "bordo taccagno" per via della cortezza degli spigoli. Pochi anni dopo, il pork pie divenne sempre più popolare nell'abbigliamento maschile del Regno Unito.

### Anni 1920-1940

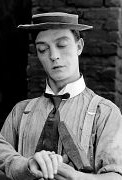
Buster Keaton mentre indossa il suo cappello pork pie

Durante gli anni 1920, il pork pie divenne un capo di moda negli USA grazie all'attore del cinema muto Buster Keaton, che indossava un caratteristico cappello piatto mentre recitava. Lo stesso Keaton, durante la sua vita, creò oltre mille cappelli alla pork pie abbassando la cupola di vari borsalini. Tuttavia, il periodo d'oro del pork pie hat coincide per molti con quello della grande depressione. A partire dalla fine degli anni venti, il cappello aumentò leggermente in altezza e riacquisì la caratteristica tesa floscia. I cappellai dell'epoca iniziarono a soprannominare i pork pie "corone telescopiche" o "telescopi stretti" in quanto potevano essere regolati in altezza quando venivano indossati. A conferma di ciò, un ritaglio di giornale risalente alla metà degli anni trenta afferma che "il vero pork pie non può essere indossato con successo se non quando è telescopico". Fra i più noti portatori di pork pie dell'epoca vi furono l'architetto Frank Lloyd Wright, che aveva un berretto dal bordo molto largo, e il jazzista Lester Young, che indossava un distintivo pork pie hat durante i suoi concerti. Nel 1959, Charles Mingus comporrà un celebre brano dedicato a Young che prende il nome di Goodbye Pork Pie Hat. Durante gli anni quaranta, il cappello divenne parte del completo zoot suit e godette anche di una certa nella Nuova Guinea.

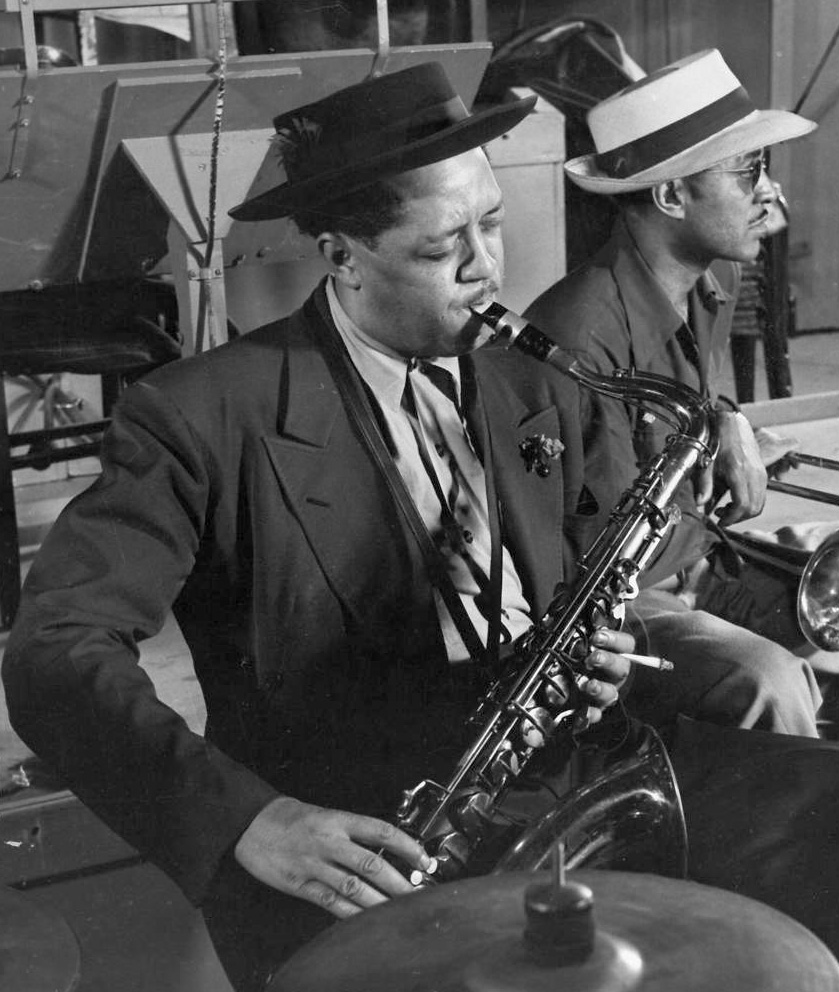
Il sassofonista Lester Young. Il collega jazzista Charles Mingus lo ha ricordato in "Goodbye Pork Pie Hat".

### Dopo gli anni 1950
Sebbene, al termine della seconda guerra mondiale, avesse subito un lieve calo di notorietà, il pork pie continuò ad essere in voga fra gli afroamericani che frequentavano i circoli jazz, blues e ska. Fra gli indossatori del cappello vi furono il presentatore Art Carney e l'attore portoricano Joaquín Monserrat, che portavano un berretto con falda rigida e corona piatta estremamente bassa pressoché identico a quello che indossava anni prima Buster Keaton. Durante gli anni sessanta, i cosiddetti Rude Boy giamaicani rilanciarono la moda del pork pie hat nel Regno Unito, influenzando così anche lo stile delle subculture mod e skinhead. A partire dagli anni settanta, il pork pie subì un sensibile calo di popolarità, ma ebbe risalto grazie al personaggio fittizio Jimmy "Popeye" Doyle, interpretato da Gene Hackman e apparso in Il braccio violento della legge (1971) e in altre opere correlate.